# Jan Flídr
Jan Flídr (* 14. října 1951) byl český a československý politik Komunistické strany Československa a poslanec Sněmovny lidu Federálního shromáždění za normalizace.

## Biografie
K roku 1981 se profesně uvádí jako ekonom JZD.
Ve volbách roku 1981 zasedl do Sněmovny lidu (volební obvod č. 79 - Polička, Východočeský kraj). Mandát obhájil ve volbách roku 1986 (obvod Svitavy). Ve Federálním shromáždění setrval do konce funkčního období, tedy do svobodných voleb roku 1990. Netýkal se ho proces kooptací do Federálního shromáždění po sametové revoluci.